# ジェロム・コン
ジェロム・W・コン（Jerome W. Conn、1907年9月27日 - 1994年6月11日）はアメリカ合衆国の医師。1955年、現在コン病（Conn症候群とも）としても知られる原発性アルドステロン症を英語で最初に発表した医師として知られている。
アメリカニューヨーク市出身。ミシガン大学医学部卒。はじめ外科医を目指したが、後に内分泌内科へ転科。フロリダ州ネイプルズにて没した。1958年バンティング・メダル、1965年ガードナー国際賞受賞。
| スタブアイコン | サブスタブ | この項目は、まだ閲覧者の調べものの参照としては役立たない、人物に関連した書きかけの項目です。この項目を加筆・訂正などしてくださる協力者を求めています（P:人物伝/PJ:人物伝）。 |